# Дакір
Дакір (англ. Dhakir, араб. ذكير) — поселення в Сирії, що складає невеличку друзьку общину в нохії Ас-Сура-ас-Сахіра, яка входить до складу мінтаки Шагба в південній сирійській мухафазі Ас-Сувейда.